# Букоровци
Букоровци е село в Западна България. То се намира в Община Годеч, Софийска област, на 7 km от общинския център Годеч и на 56 km от столицата София.

## История
Село от Царибродска околия през 1878 с 36 жители. Легендата твърди че селото се е намирало в местността Полето и по традиция гробищата е трябвало да се намират през вода (Барата) от селото. По-късно вероятно е било унищожено изцяло и построено на ново на мястото където се намира и сега. Така гробището и манастирът са останали по-далеч от селото. Основният поминък на населението на селото е бил земеделието. Имало е и няколко души зидари, които през строителния сезон са ходели на работа чак в Загоре.
През учебната 1926 – 1927 година прогимназията в Букоровци има три класа, 71 ученици (27 в първи, 15 във втори и 29 в трети клас) и четирима учители.
Към 1958 г. селото е имало около петдесетина къщи и до 200 жители.

## Традиции
Веднъж или няколко пъти в годината се е провеждал събор.
В самото село има много кръстове на които отделните фамилии са правили курбан.
Курбан са правили:
На Кожин кръст – на Спасовден – Кожините (Гала, Стамен, Йован, Лека Раденков)
на кръста в имота на дедо Лека до Лукарете на Ивановден – Ликините
на кръста в имота на дедо Лека до бунара в Росуля на св. Тройца – Гагините (Новко, Зарко)
на кръста в лукарското на Петровден – Цинцарете

## Културни и природни забележителности
В близост до село Букоровци се намира действащият Букоровски манастир, който е построен върху основите на пет стари църкви. Манастирският храм представлява петкуполна църква.

## Личности
- Поликсена Найденова, режисьор (1929 – 1990)